# Хассан Ель-Шазлі
Хассан Ахмед Ель-Шазлі (араб. حسن الشاذلي) (нар. 20 травня 1943 — пом. 20 квітня 2015) — єгипетський футболіст, що грав на позиції нападника і півзахисника у складі клубу «Терсана» та національній збірній Єгипту. Після завершення виступів на футбольних полях — єгипетський футбольний тренер.

## Біографія
Хассан Ель-Шазлі розпочав виступи на футбольних полях у 1957 році в складі команди «Терсана», в якій грав протягом усієї кар'єри гравця аж до 1974 року. У складі клубу Ель-Шазлі став чемпіоном Єгипту та двічі володарем Кубка Єгипту, 4 рази ставав кращим бомбардиром першості країни. Загалом забив у чемпіонаті 176 голів, що тривалий час є найкращим показником за всю історію чемпіонату Єгипту.
З 1961 до 1974 року Хассан Ель-Шазлі грав у складі національної збірної Єгипту. У складі збірної двічі брав участь у фінальній частині Кубка африканських націй, де в 1963 та 1970 роках двічі ставав бронзовим призером африканської першості, а в 1963 став одночасно кращим гравцем та кращим бомбардиром турніру.
Після завершення виступів на футбольних полях Хассан Ель-Шазлі став футбольним тренером. З 2000 до 2010 року він тричі очолював свій рідний клуб «Терсана», а в 2002—2003 роках очолював сирійський клуб «Аль-Іттіхад».
Помер Хассан Ель-Шазлі 20 квітня 2015 року.

## Титули і досягнення
- Бронзовий призер Кубка африканських націй: 1963, 1970
- Чемпіон Єгипту (1): 1963
- Володар Кубка Єгипту (2): 1965, 1967
- Кращий бомбардир чемпіонату Єгипту (4): 1963, 1965, 1966, 1975
- Кращий гравець Кубка африканських націй: 1963
- Кращий бомбардир Кубка африканських націй: 1963 (6 голів)